# Burg Hohenrechberg
Die Burg Hohenrechberg, auch „Hohen-Rechberg“ geschrieben, ist die Ruine einer mittelalterlichen Spornburg südlich von Schwäbisch Gmünd, in der Nähe des Stadtteils Rechberg im Ostalbkreis in Baden-Württemberg.

## Geografische Lage
Die Burgruine liegt bei 644,2 m ü. NHN auf der westlichen Schulter des Rechberges. Der Rechberg ist ein Zeugenberg und gehört zu den Drei Kaiserbergen. Er befindet sich am Nordrand der Schwäbischen Alb.

## Geschichte
Ein Ulrich von Rechberg wurde 1179 erstmals genannt. Er war vermutlich der Erbauer der Burg, die zwischen 1200 und 1250 entstanden ist. Zum ersten Mal erwähnt wurde sie 1355. Die als staufische Dienstmannenburg erbaute Burg Hohenrechberg war Stammsitz der späteren Grafen von Rechberg. Sie bildete den historischen und den administrativen Mittelpunkt ihres Herrschaftsgebietes.
1448 bis 1450 plünderten Kriegsleute der Reichsstädte Schwäbisch Gmünd und Schwäbisch Hall die Umgebung der Burg, wagten diese jedoch nicht anzugreifen. Im Bauernkrieg 1525 wurde der Hohenrechberg von den plündernden Bauern verschont. Allerdings konnten die Burgbewohner nicht verhindern, dass die Klöster Lorch und Adelberg sowie die nahegelegene Burg Hohenstaufen niedergebrannt wurden. 1546 zog der Schmalkaldische Bund vor der Burg auf, sie blieb aber unversehrt. Dagegen wurde Schwäbisch Gmünd eingenommen.
Die Burg wurde mehrmals umgebaut und erweitert. Bis 1585 regierte die Herrschaft direkt von ihrer Stammburg aus. Sowohl 1648 im Dreißigjährigen Krieg wie auch 1796 zur Zeit der Französischen Revolutionskriege wurde die Burg zwar von den Franzosen besetzt, aber nie zerstört. Am 6. Januar 1865 wurde die Burg durch ein von Blitzschlag ausgelöstes Feuer zur Ruine.
Die Ruine ist seit 1977 eine herausragende Sehenswürdigkeit an der Straße der Staufer. Bis zum Jahr 1986 befand sich die Burg im Eigentum des Adelsgeschlechts. Damals wurde sie an einen Göppinger Privatmann verkauft.

## Beschreibung
Die unregelmäßige vieleckige Burganlage hat eine Ringmauer mit Buckelquadern, einen staufischen Palas neben dem rechteckig vorspringenden Torbau und einen 30 Meter tiefen Burgbrunnen. Seit 1806 wurde die Burgkapelle (Alte Kapelle) nicht mehr genutzt.

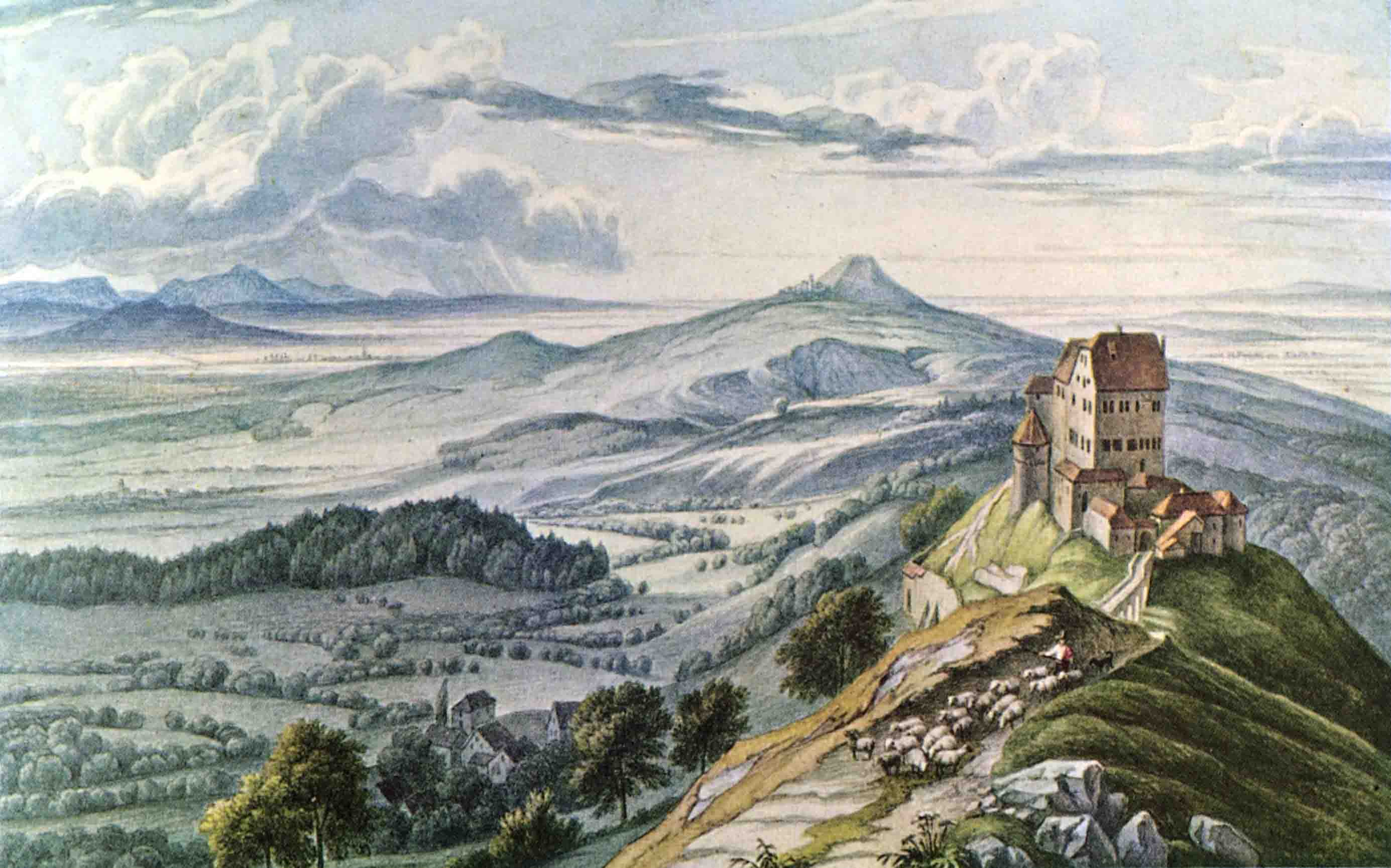
Burg Hohenrechberg, Gouache von Louis Mayer, 1836 (im Hintergrund der Hohenstaufen)
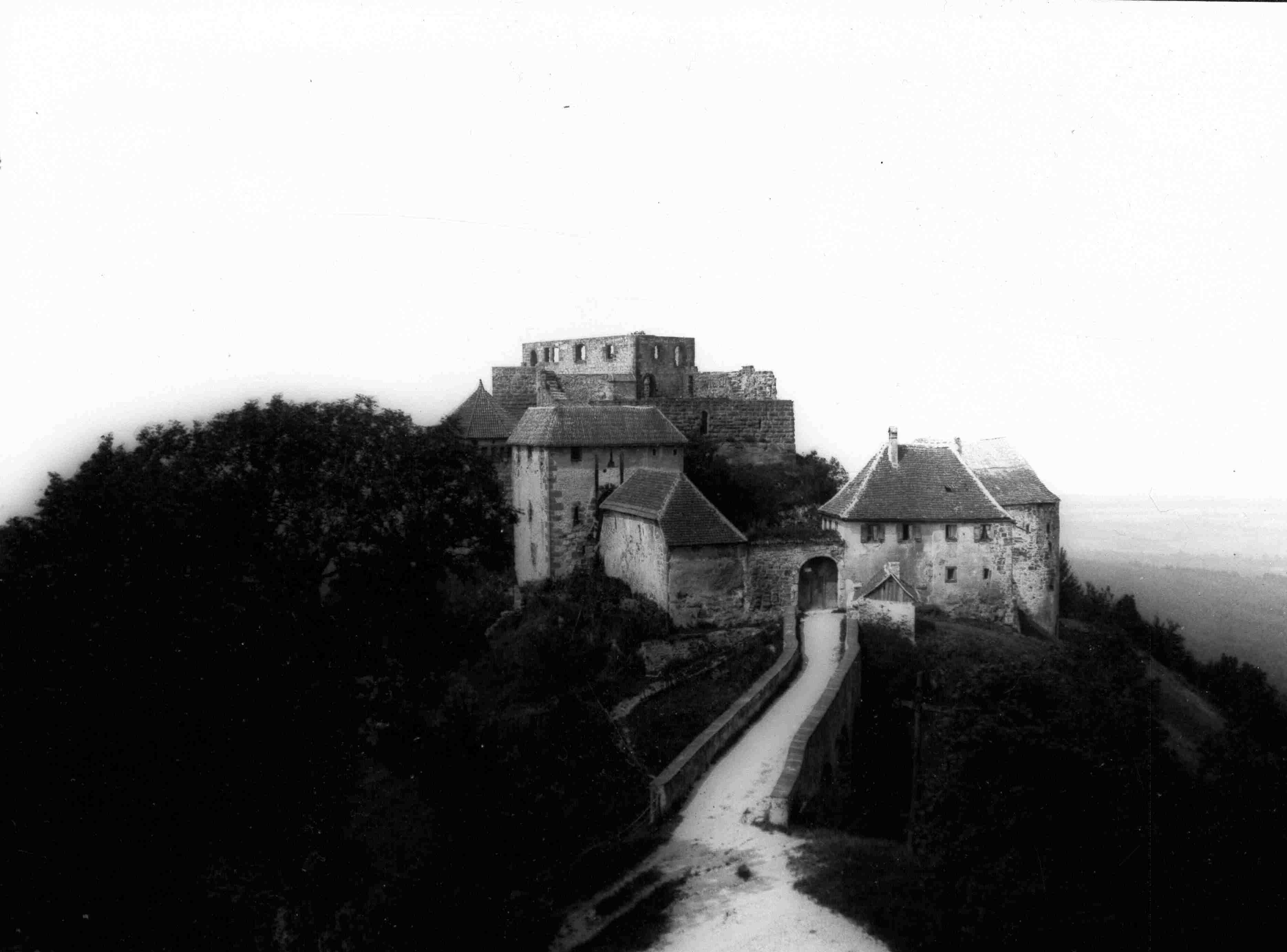
Burg um 1927
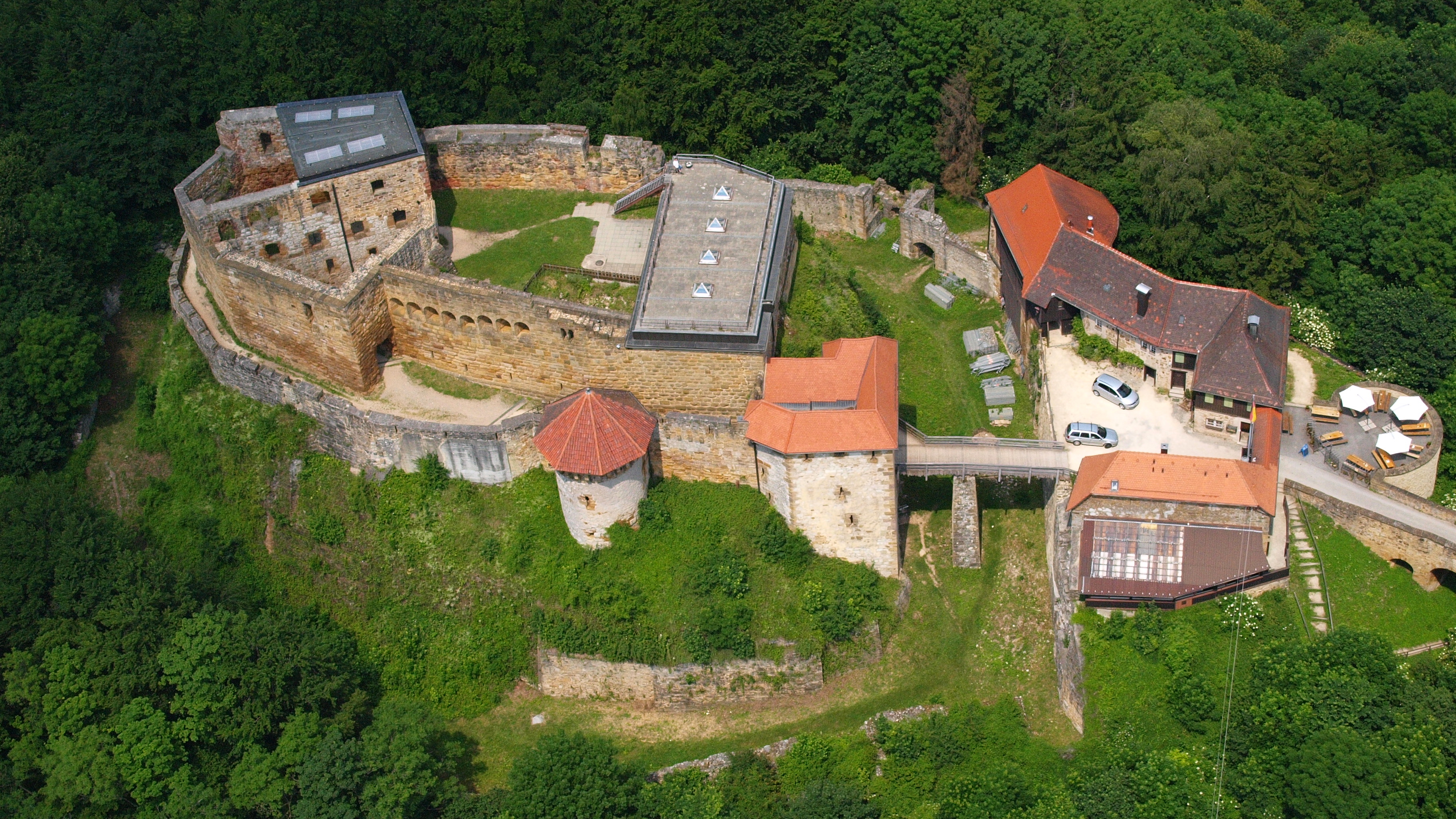
Luftaufnahme der Ruine
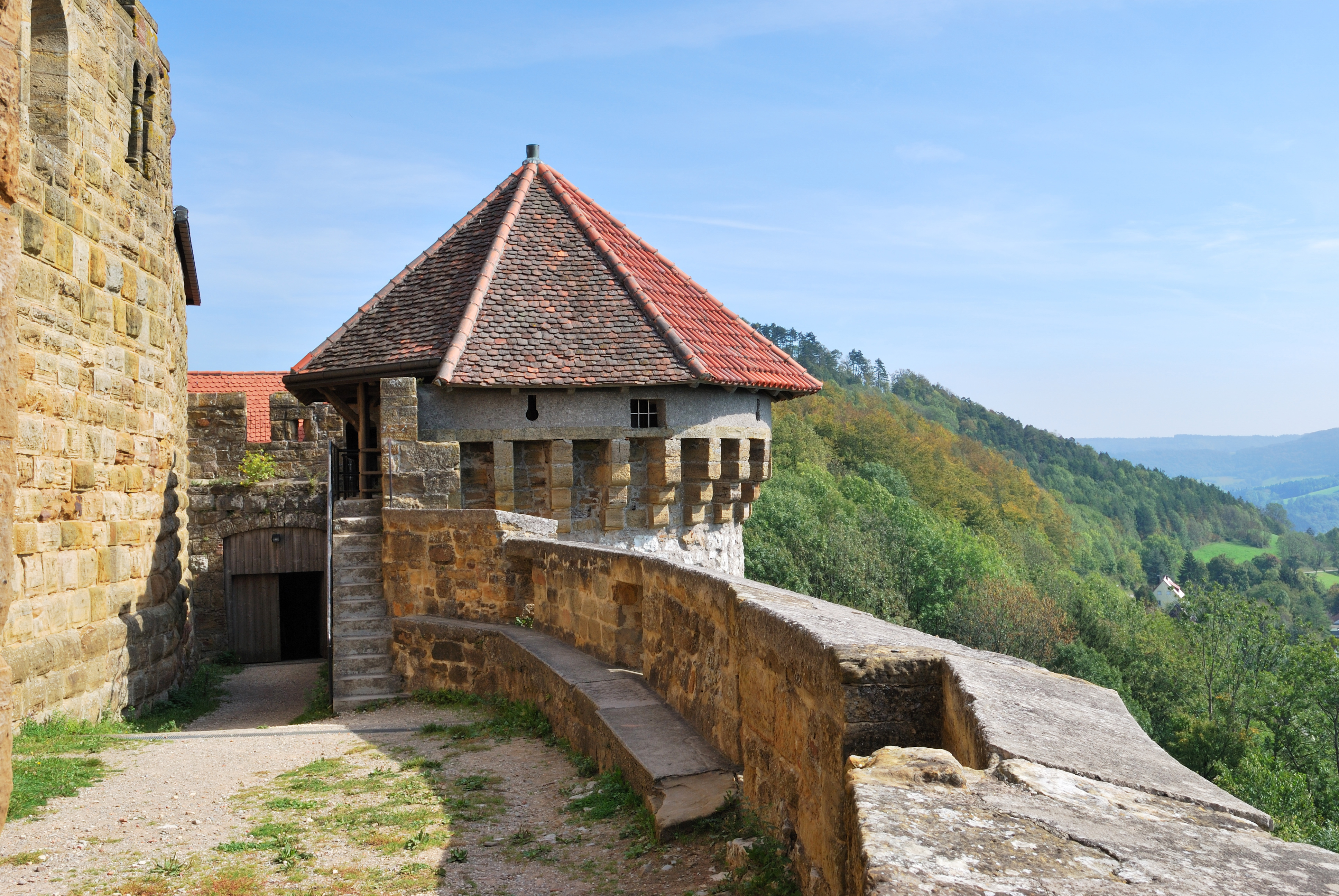
Turm und Mauer der Burg
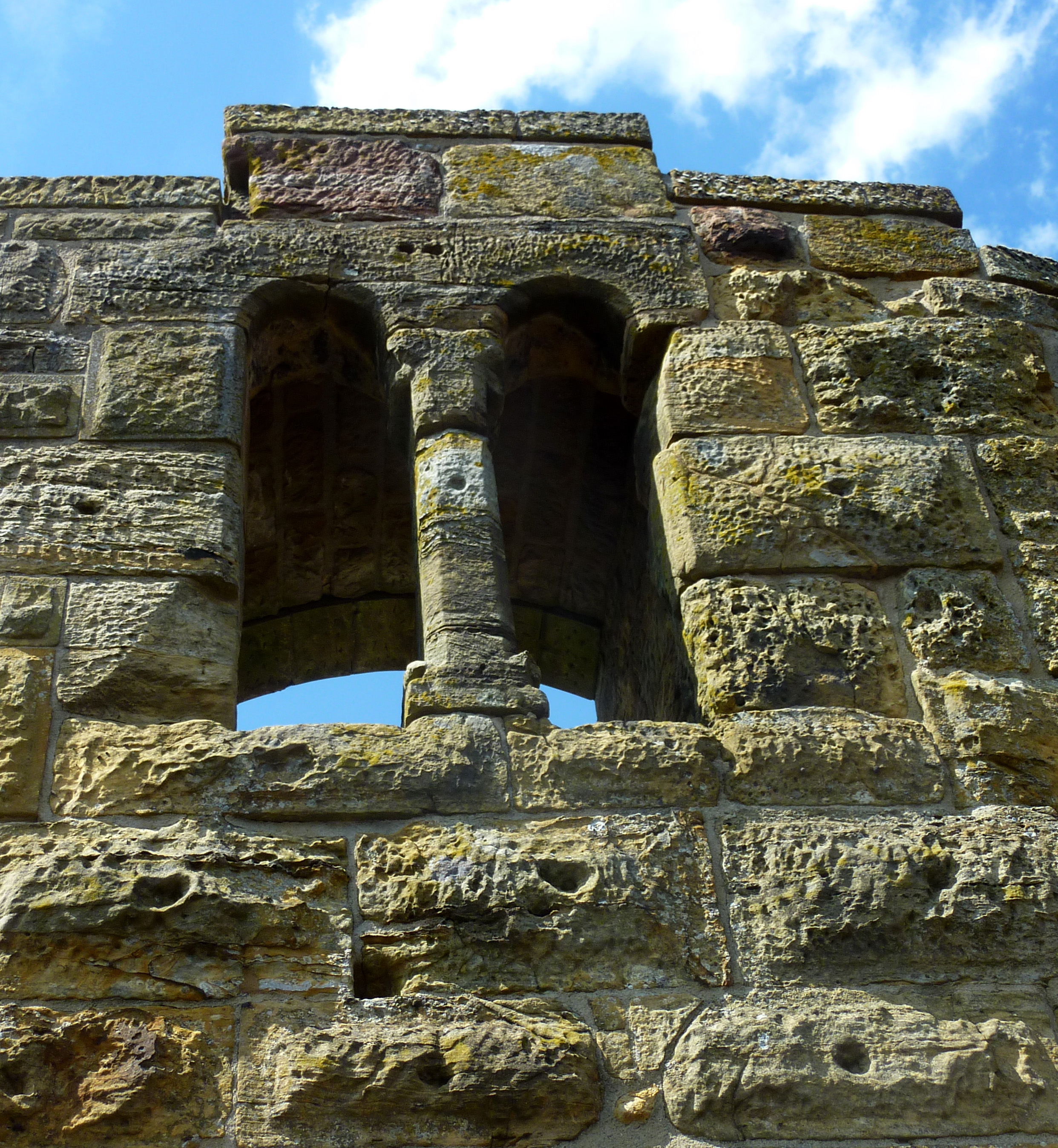
Romanisches Biforium und Buckelquader an der Mauer zum inneren Zwinger
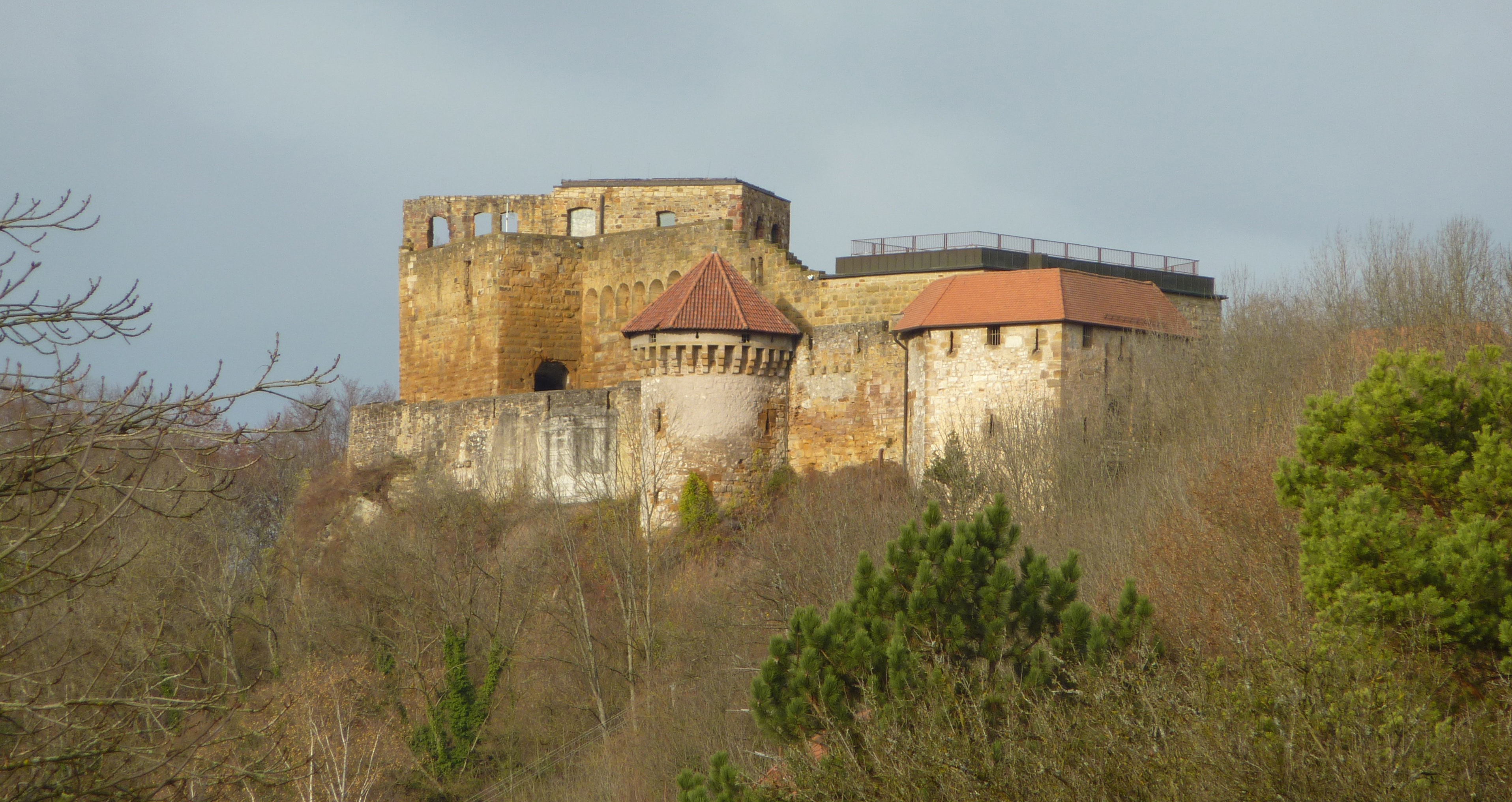
Die Ruine von Osten aus gesehen
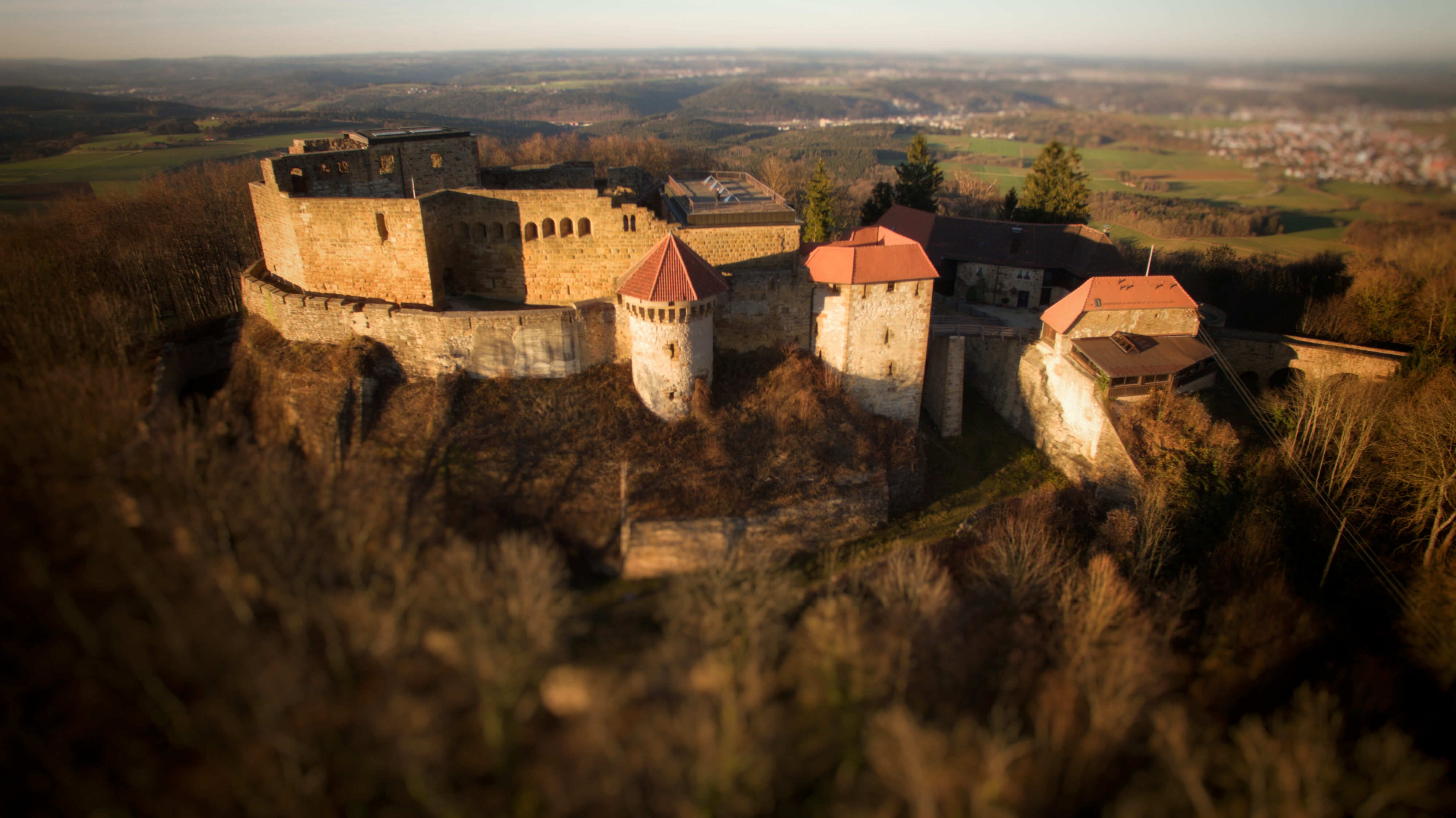
Luftaufnahme im Abendlicht. Aufgenommen aus südöstlicher Richtung.
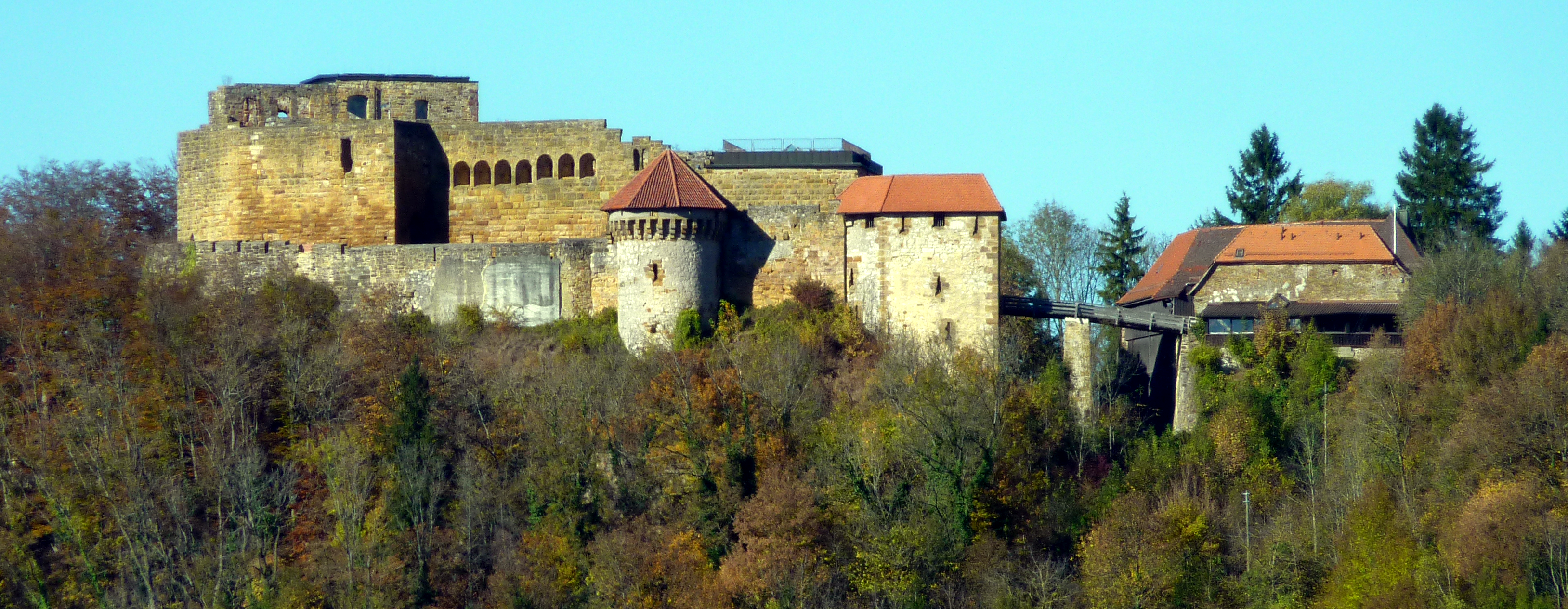
Die Ruine aus Richtung Süden aus gesehen
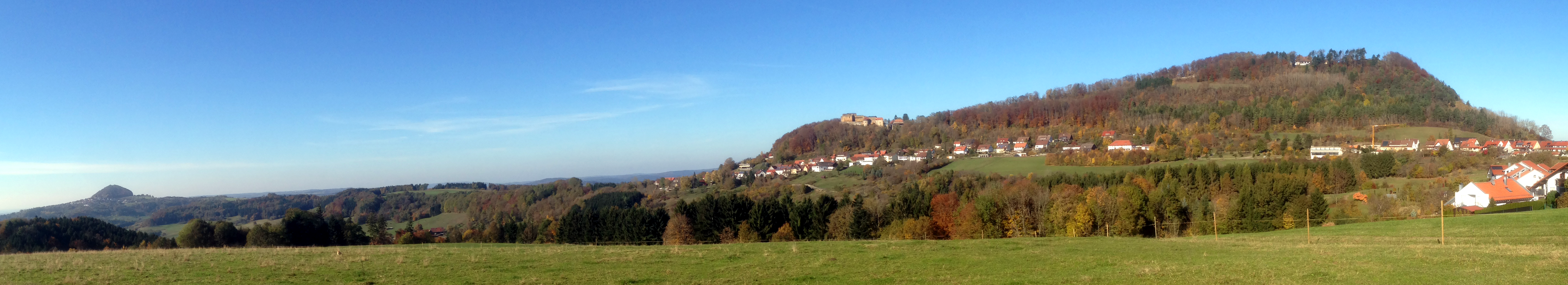
Der Aasrücken verbindet den Hohenrechberg mit dem Hohenstaufen (links). Aufgenommen aus Süden.